# Michael V. Gazzo
Michael Vincenzo Gazzo (Hillside, Nueva Jersey, 5 de abril de 1923 - Los Ángeles, California, 14 de febrero de 1995) fue un dramaturgo de Broadway así como actor estadounidense de cine y televisión.

## Biografía
Él era miembro del Actors Studio y más tarde pasaría a formar actores como Debra Winger, Henry Silva, Henry y Tony Sirico. Él era el autor de la obra de Broadway Un sombrero lleno de lluvia, que duró 389 actuaciones en 1955 y 1956. Es protagonizada por Ben Gazzara y Shelley Winters en los dos papeles principales. Posteriormente, se adaptó como una película en 1957. La película fue luego nominada para un Premio de la Academia al Mejor Actor en un Papel Protagónico (Anthony Franciosa). Más tarde, en 1968 hizo para la televisión la versión (como una obra de teatro filmada) protagonizada por Sandy Dennis, Michael Parks, y Peter Falk en los papeles principales.
También fue coguionista de la película de Elvis Presley titulada King Creole (1958).
Como actor, Gazzo fue nominado para un Premio de la Academia al Mejor Actor Secundario por su papel como Frank Pentangeli en El Padrino II. Él perdió, y Robert De Niro, quien actuó en la misma película, ganó.
Gazzo murió de un derrame cerebral en 1995. Fue sepultado en el Westwood Village Memorial Park Cemetery en Los Ángeles.

## Filmografía
- On the Waterfront (1954)
- The Gang That Couldn't Shoot Straight (1971)
- The Godfather Part II (1974)
- Kojak (1975)
- Black Sunday (1977)
- Starsky y Hutch (1977)
- Barnaby Jones (1977)
- Baretta (1977)
- Columbo  (1978) episodio "Asesinato bajo cristal"
- Fingers (1978)
- King of the Gypsies (1978)
- Taxi (1979)
- The Fish That Saved Pittsburgh (1979)
- Gangsters (1979)
- Border Cop (1979)
- La isla de la fantasía (1979)
- Love and Bullets (1979)
- Alligator (1980)
- Cuba Crossing (1980)
- Sizzle (1980)
- Magnum, P.I. (1981) episodio "The Ugliest Dog in Hawaii"
- Body and Soul (1981)
- The Winter of Our Discontent]] (1983)
- Sudden Impact (1983)
- Cannonball Run II (1984)
- Fear City (1984)
- Cookie (1989)
- Beyond the Ocean (1990)
- Forever (1991)
- Last Action Hero (1993)
- Ring of Musketeers (1994)
- L.A. Law (1994) (episodio "McKenzie, Brackman, Barnum & Bailey")

## Premios y distinciones
Óscar
| Año  | Categoría              | Película      | Resultado |
| ---- | ---------------------- | ------------- | --------- |
| 1975 | Mejor Actor de Reparto | El Padrino II | Candidato |